# Frans De Schutter
Augustinus Franciscus (Frans) De Schutter (Boom, 22 april 1870 – 9 november 1951) was een Belgisch  politicus voor de BWP.

## Levensloop
De Schutter was van beroep metaalbewerker.
Hij werd in 1912 verkozen tot socialistisch volksvertegenwoordiger voor het arrondissement Antwerpen. Hij vervulde dit mandaat tot in 1946.
Na de Eerste Wereldoorlog trad hij ook in de gemeentepolitiek. Hij was gemeenteraadslid van Boom van 1921 tot in 1946 en burgemeester van de gemeente van 1927 tot 1938.